# Actinote scotosis
Actinote scotosis är en fjärilsart som beskrevs av Jordan 1910. Actinote scotosis ingår i släktet Actinote och familjen praktfjärilar. Inga underarter finns listade i Catalogue of Life.